# Dorstenia umbricola
Dorstenia umbricola är en mullbärsväxtart som beskrevs av Albert Charles Smith. Dorstenia umbricola ingår i släktet Dorstenia och familjen mullbärsväxter. Inga underarter finns listade i Catalogue of Life.